# Редкая птица (ВИА)
ВИА «Редкая птица» — советская группа, существовавшая в 1981—1983 гг. в Москве. Самодеятельная московская группа, из которой вышло много известных музыкантов. В 1979 г. в Институте иностранных языков имени Мориса Тореза появилась студенческая команда с необычным названием «Рарa Авис» (латинское «rara avis», от которого оно происходит, означает «нечто штучное», «уник», буквально, «редкая птица»). Словосочетание переводилось с латинского как «диковинка» и уже подчёркивало склонность участников группы к иностранным языкам, — так и было, «Papa Авис» пела на чистом английском (сказывалось образование) и исполняла номера Grand Funk Railroad, Bachman-Turner Overdrive и другие классические стандарты. В 1982 г. на базе «Papa Авис» была создана собственно «Редкая птица», в которую вошли: Евгений Хавтан — гитара; Алексей Аедоницкий (сын известного советского композитора-песенника) — клавишные; Сергей Галанин — бас; Михаил Куликов — вокал и Игорь Смыслов — ударные. Группа играла хард-рок и поп-рок и сочиняла уже сама. «Редкая Птица» выступала в столичных ДК, на вечерах в студенческих общежитиях и была достаточно популярна. Затем в 1983 году группа распалась, Галанин с Аедоницким изменили название на «Гулливер» и пригласили новых музыкантов. Хавтан присоединился к группе «Постскриптум», в которой тогда играли Гарик Сукачёв и Павел Кузин. Точных данных о магнитоальбомах «Редкой птицы» нет, хотя существовало много записей её концертов, сделанных «пиратским» способом и имевших популярность среди любителей рок-музыки.

## Альбом
- 1982 — ВИА «Редкая птица»
  1. Если дипломатом ты не станешь[2]
  2. Лейбл
  3. Сказки сказками
  4. Продают повсюду что-то люди
  5. Смерть
  6. Эти люди
  7. Машина и ты
  8. Инструментал
  9. Куда мы спешим
  10. Мне достаточно
  11. Остановись
  12. Этот мир
  13. Совет